# Fosse rétromolaire
La fosse rétromolaire est une fosse de la mandibule située postérieurement à la troisième molaire. Une partie du tendon du muscle temporal y s'insère.